# 汤岛圣堂

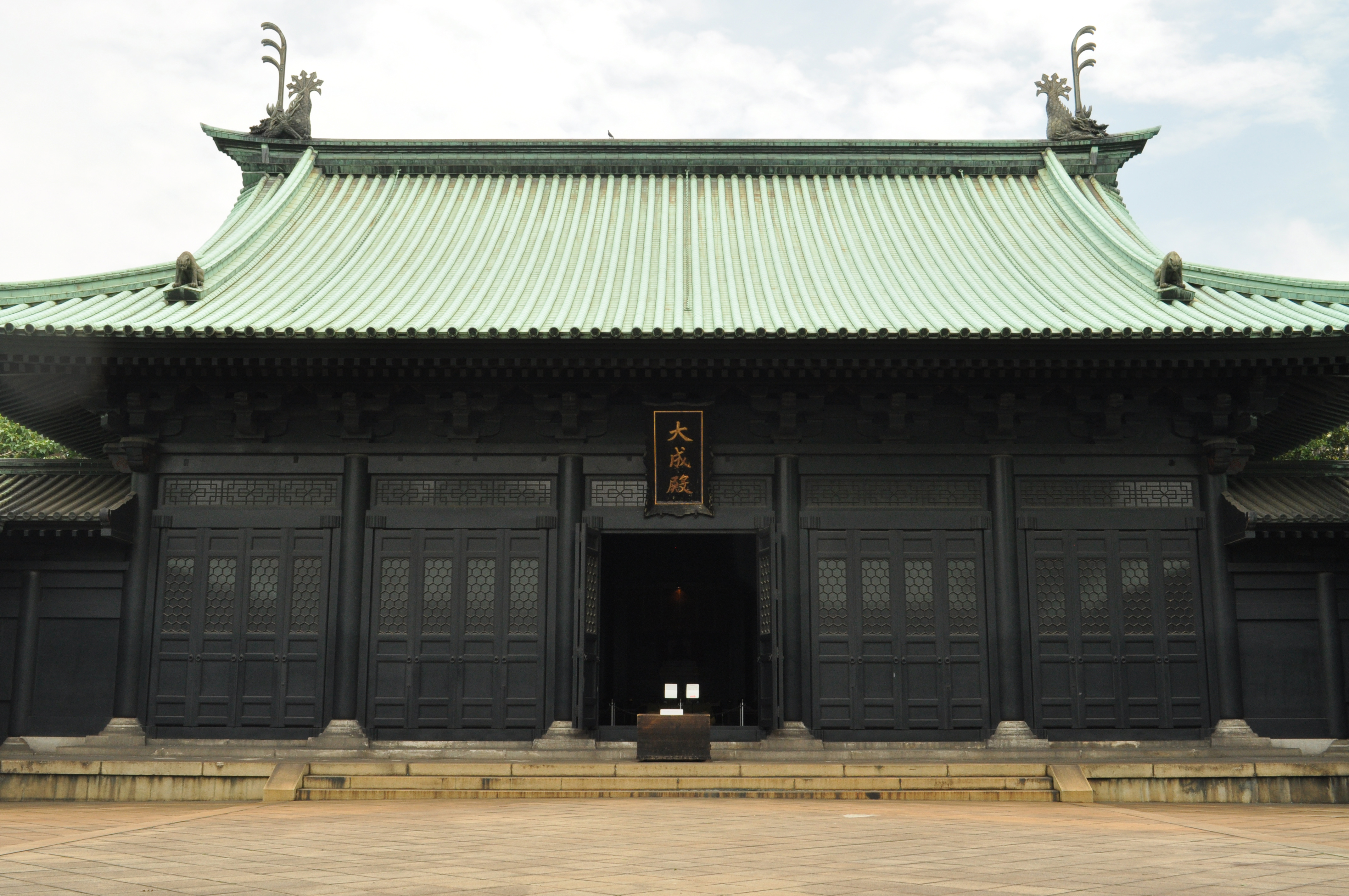
祭祀孔子的大成殿（星期六日和节假日对外开放）

汤岛圣堂即东京孔庙，是德川光圀在江戶時代元禄年間由德川幕府第5代将军德川纲吉所建。建成时称为孔庙。位于东京都文京区湯島一丁目，距离最近的车站是JR中央线御茶之水站，从圣桥口出站往北过圣桥后右手桥堍便是汤岛圣堂。这里立有「日本学校教育发祥地」的石碑。
每年中考，高考，都有很多学生和家长到汤岛圣堂和更为北面的汤岛天满宮求签许愿，希望能够考入理想的学校。这里还出售特制的考试用铅笔，帮助学生在考试时稳定心情。汤岛圣堂被日本指定为历史遗迹。

## 历史
湯島聖堂是在江戶時代元祿三年（1690年），奉江戶幕府五代將軍德川纲吉之命，林罗山将位于上野忍冈（现上野公园）内的孔庙「先圣殿」移筑至此。德川纲吉按中国惯例将先圣殿改称为「大成殿」，并将周围的附属建筑称为「圣堂」。林家的私塾也迁到此处。
1797年（宽政9年）林家的私塾改为官立的昌平坂学问所。「昌平」是孔子出生所在的村名。此后圣堂就指汤岛圣堂中的大成殿。
这里为日本培养了众多的人才。明治维新之后，1871年（明治4年）这里被关闭。作为幕府最高教育，研究机关的昌平坂学问所和主管天文的天文方（后来的开成所），主管医疗的种痘所（后来的医学所）合并成为现在东京大学的前身。
明治以后汤岛圣堂建有文部省，国立博物館（现在的东京国立博物馆和国立科学博物馆），东京师范学校（后更名东京教育大学，最后成为现在的筑波大学）东京女子师范学校（现在御茶水女子大学）。
后来文部省搬往霞关，国立博物馆搬往上野，东京师范学校搬往文京区大塚现在搬到茨城县筑波市，东京女子师范学校也搬到文京区大塚。现在汤岛圣堂部分土地上兴建了东京医科齿科大学。
大成院的建物本来仿造中国式样，油漆成红色的柱子，外观为绿色。1799年（宽政11年）按水户孔庙改建建筑物涂成黑色。
1922年汤岛圣堂被指定为国家级历史遗迹。1923年（大正12年）在关東大地震中除德门和水屋以外全部烧毁，现在的大成殿是1935年（昭和10年）由伊东忠太设计大林组施工再建。
1975年（昭和50年）中华民国台北雄狮俱乐部赠送了一尊世界上最大的孔子像安放与此。这里除孔子之外还安放了孔子的四位高徒（顔子-顔回、曾子、思子-子思、孟子）的塑像加以祭祀。

## 主要活动
- 元旦特别参观日（1月1日-1月4日）
- 孔子节（4月第4个星期日）
- 针灸节（5月第3个星期日）
- 神农节（11月23日，勤劳感谢日）
- 汤岛圣堂文化演讲会（每年1回，不定期）

## 其他
由于汤岛圣堂中国式样的建筑风格，70年代和2006年日本拍摄电视剧「西游记」时都曾在此拍摄外景。
这里种植了日本比较少见的黄连木。
跨越JR御茶水站和神田川的圣桥因连接桥南的东正教尼古拉圣堂和桥北的汤岛圣堂而得名。

## 交通
- JR东日本中央线和总武线御茶之水站　徒步2分
- 东京地下铁千代田線新御茶之水站　徒步2分
- 东京地下铁丸之内線御茶之水站　徒步1分